# Liste der Mitglieder des Ersten Vereinigten Landtages
Diese Liste nennt die Mitglieder des Ersten Vereinigten Landtages 1847 im Königreich Preußen.
Der Erste Vereinigte Landtag bestand grundsätzlich aus den Mitgliedern der preußischen Provinziallandtage. Daneben gehörten die volljährigen Prinzen des königlichen Hauses kraft Geburt dem Vereinigten Landtag an. Diejenigen Vertreter des Herrenstandes (das waren je nach Provinz die Herrenkurie, die Prälaten, Herren, Grafen und Fürsten) die auf den Provinziallandtagen an Kollektivstimmen beteiligt waren, konnten alle am Vereinigten Landtag teilnehmen.

## Prinzen des königlichen Hauses
- Wilhelm von Preußen
- Carl von Preußen
- Friedrich Carl von Preußen
- Albrecht von Preußen
- Friedrich von Preußen
- Alexander von Preußen
- Georg von Preußen
- Wilhelm von Preußen
- Adalbert von Preußen
- Waldemar von Preußen

## Provinz Preußen
| Kurie         | Landesteil  | Abgeordneter                                               | Anmerkung                                                 |
| ------------- | ----------- | ---------------------------------------------------------- | --------------------------------------------------------- |
| Herrenkurie   | Ostpreußen  | Reichsburggraf Friedrich Karl Alexander Graf zu Dohna-Lauk | Majoratsherr auf Lauk                                     |
| Herrenkurie   | Ostpreußen  | Burggraf Otto Graf zu Dohna-Reichertswalde                 | Besitzer des Familienfideikommisses Grafschaft Dohna      |
| Herrenkurie   | Ostpreußen  | Burggraf Richard Friedrich Graf zu Dohna-Schlobitten       |                                                           |
| Herrenkurie   | Ostpreußen  | Burggraf Karl Ludwig-Alexander Graf zu Dohna-Schlodien     |                                                           |
| Herrenkurie   | Ostpreußen  | Reichsgraf Otto von Keyserlingk zu Rautenburg              |                                                           |
| Ritterschaft  | Ostpreußen  | Ernst Wilhelm Christian von Arnim                          | Landschaftsrat aus Koppershagen                           |
| Ritterschaft  | Ostpreußen  | Alfred von Auerswald                                       | Generallandschaftsdirektor aus Plauthen                   |
| Ritterschaft  | Ostpreußen  | Kurt von Bardeleben                                        | Landrat und Rittergutsbesitzer auf Rodems                 |
| Ritterschaft  | Ostpreußen  | Gustav Wilhelm Bannasch                                    | Rittergutsbesitzer in Perkau                              |
| Ritterschaft  | Ostpreußen  | Magnus von Brünneck                                        | Oberburggraf, Landtagsmarschall in Bellschwitz            |
| Ritterschaft  | Ostpreußen  | Ludwig Wilhelm zu Dohna-Lauck                              | Landschaftsdirektor in Wesselshöfen                       |
| Ritterschaft  | Ostpreußen  | Friedrich Ernst Leopold Donalitius                         | Rittergutsbesitzer auf Grauden                            |
| Ritterschaft  | Ostpreußen  | Botho Heinrich zu Eulenburg                                | Landrat und Rittergutsbesitzer auf Wicken                 |
| Ritterschaft  | Ostpreußen  | Karl Ferdinand von Fabeck                                  | Landrat, Major a. D. und Rittergutsbesitzer auf Jablonken |
| Ritterschaft  | Ostpreußen  | Karl Ludwig Wilhelm Bonaventura Graf von Finckenstein      | Obermarschall und stellv. Landtagsmarschall               |
| Ritterschaft  | Ostpreußen  | Hensche                                                    | Rittergutsbesitzer auf Pogrimmen                          |
| Ritterschaft  | Ostpreußen  | Moritz Julius Jachmann                                     | Kommerzienrat in Trutenau                                 |
| Ritterschaft  | Ostpreußen  | Friedrich-Wilhelm-Ferdinand von Kall                       | Rittmeister a. D. und Rittergutsbesitzer in Tengen        |
| Ritterschaft  | Ostpreußen  | Rudolf Hermann von Kannewurff                              | Rittergutsbesitzer in Baitkowen                           |
| Ritterschaft  | Ostpreußen  | Käsewurm                                                   | Rittergutsbesitzer auf Puspern                            |
| Ritterschaft  | Ostpreußen  | Emil von Kunheim                                           | Generallandschaftsrat und Rittergutsbesitzer in Spanden   |
| Ritterschaft  | Ostpreußen  | Wilhelm Kunkel                                             | Landschaftsrat und Rittergutsbesitzer in Groß Maraunen    |
| Ritterschaft  | Ostpreußen  | Alexander von Lavergne-Peguilhen                           | Landrat in Grabowo                                        |
| Ritterschaft  | Ostpreußen  | Moritz von Lavergne-Peguilhen                              | Landrat in Kunzheim                                       |
| Ritterschaft  | Ostpreußen  | Reimer                                                     | Rittergutsbesitzer in Milchbude                           |
| Ritterschaft  | Ostpreußen  | Ernst Friedrich Fabian von Saucken-Tarputschen             | Rittmeister a. D. und Rittergutsbesitzer auf Tarputschen  |
| Ritterschaft  | Ostpreußen  | Wilhelm Kunkel                                             | Landschaftsrat und Rittergutsbesitzer in Groß Maraunen    |
| Ritterschaft  | Ostpreußen  | Hans Karl von Schön                                        | Amtsrat in Blumberg                                       |
| Ritterschaft  | Ostpreußen  | August von Saucken-Julienfelde                             | Rittergutsbesitzer in Julienfelde                         |
| Ritterschaft  | Ostpreußen  | Franz Eugen Sperber                                        | Rittergutsbesitzer in Gerskullen                          |
| Ritterschaft  | Ostpreußen  | Leopold Thiel                                              | Amtmann in Ranten                                         |
| Ritterschaft  | Ostpreußen  | David Thiel                                                | Leutnant a. D. und Rittergutsbesitzer in Wangotten        |
| Ritterschaft  | Ostpreußen  | Gotthardt Otto Heinrich von Tyczka                         | Rittergutsbesitzer in Ribben                              |
| Städte        | Ostpreußen  | Heinrich Dembowski                                         | Ratsmann in Angerburg                                     |
| Städte        | Ostpreußen  | Friedrich Philipp Dulk                                     | Universitätsprofessor in Königsberg                       |
| Städte        | Ostpreußen  | Charles Stanislaus Frentzel-Beyme                          | Kaufmann in Memel                                         |
| Städte        | Ostpreußen  | Karl Ludwig Heinrich                                       | Kaufmann in Königsberg                                    |
| Städte        | Ostpreußen  | Marx (oder Marr)                                           | Bürgermeister in Heilsberg                                |
| Städte        | Ostpreußen  | Meyhöfer                                                   | Bürgermeister in Labiau                                   |
| Städte        | Ostpreußen  | Mongrovius                                                 | Bürgermeister in Passenheim                               |
| Städte        | Ostpreußen  | Pultke                                                     | Kaufmann in Barten                                        |
| Städte        | Ostpreußen  | Valentin Schlattel                                         | Ratmann in Braunsberg                                     |
| Städte        | Ostpreußen  | Johann Wilhelm Schlenther                                  | Ratsherr und Apotheker in Insterburg                      |
| Städte        | Ostpreußen  | Karl Friedrich Schlewe                                     | Bürgermeister in Riesenburg                               |
| Städte        | Ostpreußen  | Carl Gottfried Sperling                                    | Bürgermeister in Königsberg                               |
| Städte        | Ostpreußen  | Andreas Urra                                               | Bürgermeister in Wormditt                                 |
| Städte        | Ostpreußen  | Johann Wächter                                             | Kommerzienrat in Tilsit                                   |
| Städte        | Ostpreußen  | Ludwig Wenghöffer                                          | Kaufmann und Stadtverordnetenvorsteher in Gumbinnen       |
| Landgemeinden | Ostpreußen  | Karl Friedrich Born                                        | Amtmann in Krappen                                        |
| Landgemeinden | Ostpreußen  | Carl Albrecht Braemer                                      | Landschaftsrat in Ernstberg                               |
| Landgemeinden | Ostpreußen  | Forstreuter                                                | Gutsbesitzer in Groß Baum                                 |
| Landgemeinden | Ostpreußen  | Karl August Greger                                         | Gutsbesitzer in Nassental                                 |
| Landgemeinden | Ostpreußen  | Martin Grunwald                                            | Landgeschworener in Schafsberg                            |
| Landgemeinden | Ostpreußen  | Moritz Hasenwinkel                                         | Gutsbesitzer auf Gut Faulbruch                            |
| Landgemeinden | Ostpreußen  | Jordahn                                                    | Landschaftsrat und Gutsbesitzer in Radtkeim               |
| Landgemeinden | Ostpreußen  | Martin Meyhoeffer                                          | Gutsbesitzer in Schakummen                                |
| Landgemeinden | Ostpreußen  | Dr. med. Johann Friedrich Morgen                           | Hofrat auf Clemmenhof                                     |
| Landgemeinden | Ostpreußen  | Nickel                                                     | Gutsbesitzer in Pfeffendorf                               |
| Landgemeinden | Ostpreußen  | Riebold                                                    | Gutsbesitzer in Kanitzken                                 |
| Landgemeinden | Ostpreußen  | Sacksen                                                    | Landschaftsrat in Karschau; Am 17. Juni 1847 ausgetreten  |
| Landgemeinden | Ostpreußen  | Franz Ludwig Siegfried                                     | Landschaftsrat und Gutsbesitzer auf Kirschnehmen          |
| Landgemeinden | Ostpreußen  | Joachim Schulz                                             | Mühlenbesitzer in Schilla                                 |
| Landgemeinden | Ostpreußen  | Schumann                                                   | Gutsbesitzer in Rataywalla                                |
| Ritterschaft  | Westpreußen | von Beringe                                                | Rittergutsbesitzer zu Cielanta                            |
| Ritterschaft  | Westpreußen | Ludwig Christoph Blindow                                   | Landrat des Kreises Berent in Podless                     |
| Ritterschaft  | Westpreußen | du Bois                                                    | Rittergutsbesitzer zu Luckoczin                           |
| Ritterschaft  | Westpreußen | Theodor von Donimierski                                    | Landschaftsdeputierter in Buchwalde                       |
| Ritterschaft  | Westpreußen | Adolph von Gordon                                          | Landschaftsdeputierter in Laskowitz                       |
| Ritterschaft  | Westpreußen | Carl Stanislaus von Gralath                                | Landschaftsdirektor und Rittergutsbesitzer auf Sulmin     |
| Ritterschaft  | Westpreußen | Hoof                                                       | Rittergutsbesitzer zu Rondsen                             |
| Ritterschaft  | Westpreußen | Carl Ignatz Josef von Kalckstein                           | Rittergutsbesitzer zu Pluskowentz                         |
| Ritterschaft  | Westpreußen | Georg Kasper von Kleist                                    | Landrat aus Rheinfeldt                                    |
| Ritterschaft  | Westpreußen | von Kossowski                                              | Rittergutsbesitzer zu Gajewo                              |
| Ritterschaft  | Westpreußen | Ludwig von Platen                                          | Landrat in Tillau                                         |
| Ritterschaft  | Westpreußen | Franz Theodor von Prondzinski                              | Generalmajor                                              |
| Ritterschaft  | Westpreußen | Stadtmiller                                                | Gutsbesitzer zu Jakobkau                                  |
| Ritterschaft  | Westpreußen | Wehr                                                       | Rittergutsbesitzer auf Kensau                             |
| Ritterschaft  | Westpreußen | Eduard Zychlinski                                          | Landrat und Rittergutsbesitzer auf Stranz                 |
| Städte        | Westpreußen | Heinrich Burghart Abegg                                    | Ältester der Kaufmannschaft und Kommerzienrat in Danzig   |
| Städte        | Westpreußen | Dahlström                                                  | Ratsmann in Preußisch Friedland                           |
| Städte        | Westpreußen | Friedrich Ferdinand Denk                                   | Bürgermeister in Loebau                                   |
| Städte        | Westpreußen | Friedrich Wilhelm von Franzius                             | Abgeordneter der Stadt Danzig                             |
| Städte        | Westpreußen | Ernst Gadegast                                             | Bürgermeister in Culm                                     |
| Städte        | Westpreußen | Ignatz Grunau                                              | Kommerzienrat in Elbing                                   |
| Städte        | Westpreußen | Friedrich Wilhelm Jebens                                   | Kaufmann in Danzig                                        |
| Städte        | Westpreußen | Johann Jacob Krause                                        | Bürgermeister in Elbing                                   |
| Städte        | Westpreußen | Martens                                                    | Kaufmann in Tuchel                                        |
| Städte        | Westpreußen | Plagemann                                                  | Stadtverordneter in Marienburg                            |
| Städte        | Westpreußen | Schmidt                                                    | Bürgermeister in Dirschau                                 |
| Städte        | Westpreußen | Gustav Weese                                               | Kaufmann in Thorn                                         |
| Städte        | Westpreußen | Weise                                                      | Kaufmann in Graudenz                                      |
| Landgemeinden | Westpreußen | Carl Albrecht Brämer                                       | Landschaftsrat in Ernsberg                                |
| Landgemeinden | Westpreußen | Harder                                                     | Grzymalla                                                 |
| Landgemeinden | Westpreußen | Hein                                                       | Kommerau                                                  |
| Landgemeinden | Westpreußen | Minckley                                                   | Gutsbesitzer in Eichwalde                                 |
| Landgemeinden | Westpreußen | Franz Schönlein                                            | Reckau                                                    |
| Landgemeinden | Westpreußen | Schulz                                                     | Schwetz (Kreis Graudenz)                                  |
| Landgemeinden | Westpreußen | Timm                                                       | Gutsbesitzer in Blankwitz                                 |
| Landgemeinden | Westpreußen | Wessel                                                     | Gutsbesitzer in Stüblau                                   |

## Provinz Brandenburg
| Kurie                                 | Wahlbezirk                  | Abgeordneter                                                                   | Anmerkung                                                                               |
| ------------------------------------- | --------------------------- | ------------------------------------------------------------------------------ | --------------------------------------------------------------------------------------- |
| Stand der Prälaten, Grafen und Herren | Domkapitel Brandenburg      | Kammerherr Gustav Erdmann Camillus von Brandt                                  |                                                                                         |
| Stand der Prälaten, Grafen und Herren | Solms-Baruth                | Graf Friedrich zu Solms-Baruth                                                 |                                                                                         |
| Stand der Prälaten, Grafen und Herren | Herrschaft Sonnenwalde      | Graf Wilhelm zu Solms-Sonnenwalde                                              |                                                                                         |
| Stand der Prälaten, Grafen und Herren | Majorat Neuhardenberg       | Graf Curt von Hardenberg-Reventlow                                             | Neu Hardenberg                                                                          |
| Stand der Prälaten, Grafen und Herren | Majorat Boitzenburg         | Adolf Heinrich von Arnim-Boitzenburg                                           | Boitzenburg                                                                             |
| Stand der Prälaten, Grafen und Herren | Standesherrschaft Lübbenau  | Graf Hermann Rochus zu Lynar                                                   | Lübbenau                                                                                |
| Stand der Prälaten, Grafen und Herren | Standesherrschaft Drehna    | Fürst Otto zu Lynar                                                            | Drehna                                                                                  |
| Stand der Prälaten, Grafen und Herren | Standesherrschaft Straupitz | Graf Heinrich von Houwald                                                      | Straupitz                                                                               |
| Stand der Prälaten, Grafen und Herren | Herrschaft Pförten          | Graf Friedrich August von Brühl                                                | Pförten                                                                                 |
| Stand der Prälaten, Grafen und Herren | Standesherrschaft Amtitz    | Ludwig (Ferdinand Karl Erdmann Alexander Deodatus) Prinz zu Schönaich-Carolath | Amtitz                                                                                  |
| Stand der Prälaten, Grafen und Herren | Majorat Gölsdorf            | Graf Friedrich Wilhelm von Reden                                               | Goeroldsdorf                                                                            |
| Ritterschaft                          | Uckermark                   | Otto Friedrich Carl Arnim                                                      | Oberstleutnant a. D. und Kreisdeputierter, Criewen                                      |
| Ritterschaft                          | Altmark                     | Wilhelm von Bismarck-Briest                                                    | Deichhauptmann                                                                          |
| Ritterschaft                          |                             | Adolf von Brand                                                                | Königlicher Kammerherr, Lauchstedt                                                      |
| Ritterschaft                          | Oberbarnim                  | Albert von Bredow                                                              | Kreisdeputierter und Ritterschaftsrat, Wölsickendorf                                    |
| Ritterschaft                          |                             | Ludwig Bredow                                                                  | Kreis-Justizrat, Dramburg                                                               |
| Ritterschaft                          | Zauche                      | Friedrich von Brucken gen. Baron von Fock                                      | Oberregierungsrat, Potsdam                                                              |
| Ritterschaft                          |                             | Friedrich Heinrich Sigismund Gustav von Carlsburg                              | Regierungsrat und Landrat, Schönaich                                                    |
| Ritterschaft                          | Teltow                      | Eduard von Haeseler                                                            | Ritterschaftsrat und Kreisdeputierter, Blankenfelde                                     |
| Ritterschaft                          | Prignitz                    | Carl von Jena                                                                  | Kammerherr, Nettelbeck                                                                  |
| Ritterschaft                          | Westhavelland               | Albert von Katte                                                               | Ritterschaftsrat und Kreisdeputierter, Roskow                                           |
| Ritterschaft                          | Altmark                     | Friedrich Ludwig Karl von Knoblauch                                            | Landrat a. D. Osterholz                                                                 |
| Ritterschaft                          | Beeskow-Storkow             | Eduard von Löschebrand                                                         | Landrat, Beeskow                                                                        |
| Ritterschaft                          |                             | Julius von Mandel                                                              | Kreisdeputierter und Landesältester, Wallmersdorf                                       |
| Ritterschaft                          |                             | Freiherr Karl Otto von Manteuffel                                              | Landrat, Luckau                                                                         |
| Ritterschaft                          |                             | Otto Theodor von Manteuffel                                                    | wirklicher geheimer Oberregierungsrat und Direktor des Ministeriums des Inneren, Berlin |
| Ritterschaft                          | Lebus                       | Ludwig von Massow                                                              | Wirklicher Geheimer Rat, Berlin                                                         |
| Ritterschaft                          | Jüterbog                    | August Werner von Meding                                                       | Oberpräsident, Potsdam                                                                  |
| Ritterschaft                          | Osthavelland                | Friedrich Baron Digeon von Monteton                                            | Haupt-Ritterschaftsdirektor, Regierungs- und Landesökonomierat, Berlin                  |
| Ritterschaft                          | Belzig                      | Ludwig Heinrich Wilhelm von Oppen                                              | Fredersdorf                                                                             |
| Ritterschaft                          |                             | Bernhard von Patow                                                             | Landsyndikus des Markgrafentums Niederlausitz, Geheimer Regierungsrat, Lübben           |
| Ritterschaft                          |                             | Julius Eduard von Poncet                                                       | Landrat, Spremberg                                                                      |
| Ritterschaft                          | Luckenwalde                 | Adolf von Rochow                                                               | Oberstleutnant a. D. und Hofmarschall, Stülpe                                           |
| Ritterschaft                          | Prignitz                    | Julius Hermann von Rohr                                                        | Haupt-Ritterschafts- und Landarmen-Direktor, Berlin                                     |
| Ritterschaft                          | Ruppin                      | Friedrich Wilhelm von Schenkendorf                                             | Major a. D., Landrat, Wulkow                                                            |
| Ritterschaft                          |                             | von Scholten                                                                   | Rittergutsbesitzer, Plau                                                                |
| Ritterschaft                          | Altmark                     | Wilhelm von der Schulenburg                                                    | Landrat, Salzwedel                                                                      |
| Ritterschaft                          | Niederbarnim                | K. A. von Veltheim                                                             | Major a. D. und Kreisdeputierter, Schönflies                                            |
| Ritterschaft                          |                             | Eduard von Waldow und Reitzenstein                                             | Leutnant a. D., Reizenstein                                                             |
| Ritterschaft                          | Altmark                     | Adolf von Werdeck                                                              | Geheimer Regierungsrat, Berlin                                                          |
| Ritterschaft                          | Uckermark                   | August von Winterfeldt                                                         | Kammergerichtsrat, Menkin                                                               |
| Ritterschaft                          |                             | Gustav Adolf Wilhelm                                                           | Ritterschaftsrat, Falkenwalde                                                           |
| Städte                                |                             | Carl Anwandter                                                                 | Apotheker, Calau                                                                        |
| Städte                                |                             | Albrecht von Benningsen-Förder                                                 | Bürgermeister, Salzwedel                                                                |
| Städte                                |                             | Beuster                                                                        | Brauereigentümer, Neu-Ruppin                                                            |
| Städte                                |                             | Johann Friedrich Gottlieb Farthöfer                                            | Bürgermeister, Fürstenwalde                                                             |
| Städte                                |                             | Gericke                                                                        | Ökonom, Perleberg                                                                       |
| Städte                                |                             | Wilhelm Grabow                                                                 | Kriminalrat, Prenzlow                                                                   |
| Städte                                |                             | Hammer                                                                         | Kaufmann, Brandenburg                                                                   |
| Städte                                |                             | Hübler                                                                         | Ratsherr, Cottbus                                                                       |
| Städte                                |                             | Christian Heinrich Juncker                                                     | Bürgermeister, Bernau                                                                   |
| Städte                                |                             | Carl Friedrich Wilhelm Knoblauch                                               | Geheimer Finanzrat, Berlin                                                              |
| Städte                                |                             | Linau                                                                          | Kaufmann, Frankfurt (Oder)                                                              |
| Städte                                |                             | Lohse                                                                          | Apotheker, Gardelegen                                                                   |
| Städte                                |                             | Mehls                                                                          | Polizeidirektor a. D., Landsberg a.W.                                                   |
| Städte                                |                             | Carl Eduard Moewes                                                             | Stadtsyndikus, Berlin                                                                   |
| Städte                                |                             | Johann Wilhelm Neumann                                                         | Bürgermeister, Lübben                                                                   |
| Städte                                |                             | Ferdinand August Offermann                                                     | Fabrikbesitzer, Sorau                                                                   |
| Städte                                |                             | Schauss                                                                        | Kaufmann, Berlin                                                                        |
| Städte                                |                             | Ferdinand Stämmler                                                             | Bürgermeister, Wilsnack                                                                 |
| Städte                                |                             | Stöpel                                                                         | Bürgermeister, Potsdam                                                                  |
| Städte                                |                             | Waldmann                                                                       | Ratsherr, Königsberg i.d.N.                                                             |
| Städte                                |                             | Johann Friedrich Karl Winzler                                                  | Kaufmann, Lübbenau                                                                      |
| Städte                                |                             | Dr. Eduard Zimmermann                                                          | Bürgermeister, Spandau                                                                  |
| Städte                                |                             | Zimmermann                                                                     | Bürgermeister, Friedeberg                                                               |
| Landgemeinden                         |                             | Berein                                                                         | Erbzinsgutsbesitzer, Louisenruh                                                         |
| Landgemeinden                         |                             | Böning                                                                         | Lehnschulze, Schwechenwalde                                                             |
| Landgemeinden                         |                             | Dansmann                                                                       | Erbschulzengutsbesitzer und Kreisschulze, Dyrotz                                        |
| Landgemeinden                         |                             | Dolz                                                                           | Kruggutsbesitzer, Klein-Beuche                                                          |
| Landgemeinden                         |                             | Heuer                                                                          | Kreisschulze, Sadenbeck                                                                 |
| Landgemeinden                         |                             | Krohn                                                                          | Gutsbesitzer, Werben                                                                    |
| Landgemeinden                         |                             | Müller                                                                         | Gerichtsschulze, Droskau                                                                |
| Landgemeinden                         |                             | Nethe                                                                          | Schulze, Dahlen                                                                         |
| Landgemeinden                         |                             | Otzdorf                                                                        | Lehnschulze, Schönow                                                                    |
| Landgemeinden                         |                             | Röseler                                                                        | Freigutsbesitzer, Niederfinow                                                           |
| Landgemeinden                         |                             | Schulz                                                                         | Lehnschulze, Götz                                                                       |
| Landgemeinden                         |                             | Sültmann                                                                       | Schulze, Mellin                                                                         |

## Provinz Pommern
| Kurie                                 | Wahlbezirk       | Abgeordneter                              | Anmerkung                                           |
| ------------------------------------- | ---------------- | ----------------------------------------- | --------------------------------------------------- |
| Stand der Prälaten, Grafen und Herren | Fürstentum Rügen | Wilhelm Malte I. Fürst zu Putbus          |                                                     |
| Ritterschaft                          |                  | Heinrich Leonhard von Arnim-Heinrichsdorf | Rittergutsbesitzer, Heinrichsdorf                   |
| Ritterschaft                          |                  | von Asch                                  | Kreisdeputierter und Rittmeister a. D., Müggenhagen |
| Ritterschaft                          |                  | von Bauck                                 | Rittergutsbesitzer, Klein Poplow                    |
| Ritterschaft                          |                  | Theodor von Bismarck-Bohlen               | Oberst a. D. und Rittergutsbesitzer, Carlsburg      |
| Ritterschaft                          |                  | Bernhard von Bismarck                     | Landrat und Rittergutsbesitzer, Jarchlin            |
| Ritterschaft                          |                  | Otto von Dycke                            | Regierungsrat a. D. Losentitz                       |
| Ritterschaft                          |                  | Heinrich Ernst Ludwig Karl von Flemming   | Rittergutsbesitzer, Basenthin                       |
| Ritterschaft                          |                  | August von Gadow                          | Kammerherr, Drechow                                 |
| Ritterschaft                          |                  | Carl Heinrich von Gerlach                 | Landrat a. D., Parsow                               |
| Ritterschaft                          |                  | Hans Hugo Erdmann von Gottberg            | Rittergutsbesitzer, Mahnwitz                        |
| Ritterschaft                          |                  | von Hagen                                 | Landschaftsrat, Premslaff                           |
| Ritterschaft                          |                  | Gustav von Hagenow                        | Rittergutsbesitzer auf Langenfelde                  |
| Ritterschaft                          |                  | Woldemar von Heyden                       | Rittergutsbesitzer, Cartlow                         |
| Ritterschaft                          |                  | von Hiller                                | Rittergutsbesitzer, Groß-Mokratz                    |
| Ritterschaft                          |                  | Anton von Kleist                          | Landrat, Nemitz                                     |
| Ritterschaft                          |                  | Heinrich von der Marwitz                  | Landrat und Landschaftsdirektor, Greifenberg        |
| Ritterschaft                          |                  | Georg August Adolf Heinrich von der Osten | Landrat, Witzmitz                                   |
| Ritterschaft                          |                  | von Puttkam(m)er                          | Landrat, Stettin                                    |
| Ritterschaft                          |                  | Heinrich von Puttkam(m)er (1789–1871)     | Rittergutsbesitzer, Reinfeld                        |
| Ritterschaft                          |                  | August Peter von Schöning                 | Geheimer Regierungs- und Landrat, Stargard          |
| Ritterschaft                          |                  | Maximilian von Schwerin-Putzar            | Landrat, Anclam                                     |
| Ritterschaft                          |                  | Karl von Steinaecker                      | Landrat, Major und Kammerherr, Greifenhagen         |
| Ritterschaft                          |                  | Adolf von Thadden-Trieglaff               | Premier-Leutnant a. D., Trieglaff                   |
| Ritterschaft                          |                  | von Weiher                                | Landschaftsrat, Vietzig                             |
| Städte                                |                  | Arndt                                     | Ratsmaurermeister Anclam                            |
| Städte                                |                  | Denzien                                   | Kaufmann und Mühlenbesitzer, Lauenburg              |
| Städte                                |                  | Karl Gustav Fabricius                     | Bürgermeister, Stralsund                            |
| Städte                                |                  | Grunau                                    | Kommerzienrat, Stolp                                |
| Städte                                |                  | Jahnke                                    | Kaufmann und Ratsherr, Swinemünde                   |
| Städte                                |                  | Krüger                                    | Kaufmann, Greifenhagen                              |
| Städte                                |                  | Kuschke                                   | Bürgermeister, Colberg                              |
| Städte                                |                  | Kuschke                                   | Stadtsyndikus, Treptow a. R.                        |
| Städte                                |                  | Kuß oder Kuss                             | Partikulier und unbesoldeter Ratsherr, Stargard     |
| Städte                                |                  | Friedrich Wilhelm Ockel                   | Bürgermeister, Tribsees                             |
| Städte                                |                  | Friedrich Oom                             | Bürgermeister, Barth                                |
| Städte                                |                  | Petschow                                  | Kaufmann und Ratsmann Ueckermünde                   |
| Städte                                |                  | Ritter                                    | Apotheker und Medizinal-Assessor, Stettin           |
| Städte                                |                  | E. H. Th. Stägemann                       | Bürgermeister, Wangerin                             |
| Städte                                |                  | Wilm                                      | Apotheker, Belgard                                  |
| Städte                                |                  | Johann Ernst Ludwig Ziemssen              | Bürgermeister, Greifswald                           |
| Landgemeinden                         |                  | Behling                                   | Schulze, Pancknin                                   |
| Landgemeinden                         |                  | Kundler                                   | Freischulze, Woltersdorf                            |
| Landgemeinden                         |                  | Lemke                                     | Schulze und Bauer, Medow                            |
| Landgemeinden                         |                  | Michaelis                                 | Gutsbesitzer, Rochow                                |
| Landgemeinden                         |                  | Müller                                    | Freischulze, Masselwitz                             |
| Landgemeinden                         |                  | Scheven                                   | Gutsbesitzer, Schönhoff                             |
| Landgemeinden                         |                  | von Schmidt                               | Erbpächter, Schellin                                |
| Landgemeinden                         |                  | Vahl                                      | Schulze, Lubmin                                     |

## Provinz Schlesien
| Kurie                                 | Wahlbezirk                                                            | Abgeordneter                                              | Anmerkung |
| ------------------------------------- | --------------------------------------------------------------------- | --------------------------------------------------------- | --- |
| Stand der Prälaten, Grafen und Herren | Wilhelm Herzog von Braunschweig-Oels als Fürst zu Oels                | von Keltsch                                               | Kammerdirektor, Oels |
| Stand der Prälaten, Grafen und Herren | Alois II. Fürst von Liechtenstein als Fürst zu Troppau und Jägersdorf | von Zieten                                                | Geheimer Regierungsrat, Breslau |
| Stand der Prälaten, Grafen und Herren | Herzogin Pauline von Sagan                                            | von Breslau Graf von Schaffgotsch                         | Kammerherr und Schlosshauptmann, Maiwaldau |
| Stand der Prälaten, Grafen und Herren | Fürst von Hatzfeld                                                    | Graf Alexander von Sierstorpff                            | auf Guhlau |
| Stand der Prälaten, Grafen und Herren |                                                                       | Fürst Heinrich zu Carolath-Beuthen                        | Carolath |
| Stand der Prälaten, Grafen und Herren |                                                                       | Victor I. Herzog von Ratibor                              | Herzog von Ratibor, Prinz zu Hohenlohe-Waldenburg-Schillingsfürst, Fürst zu Corvey, Corvey |
| Stand der Prälaten, Grafen und Herren | Herzog Heinrich von Anhalt-Köthen                                     | von Hochberg                                              | Mottrau |
| Stand der Prälaten, Grafen und Herren |                                                                       | Graf Carl Lazarus Henckel von Donnersmarck                | Ober-Beuthen |
| Stand der Prälaten, Grafen und Herren |                                                                       | Calixt Biron von Curland                                  | Polnisch Wartenberg |
| Stand der Prälaten, Grafen und Herren |                                                                       | Graf August von Maltzan                                   | Militsch |
| Stand der Prälaten, Grafen und Herren |                                                                       | Graf Eduard von Reichenbach                               | Aus Goschütz. Eduard von Reichenbach war aufgrund seiner politischen Positionen durch Friedrich Wilhelm IV. nicht zum Vereinigten Landtag zugelassen worden. Ein Antrag, der Vereinigte Landtag möge den König bitten, Eduard von Reichenbach nachträglich einzuladen (oder seinen Stellvertreter, den Landrat Hoffmann), fand keine Mehrheit unter den Mitgliedern des Ersten Vereinigten Landtags. |
| Stand der Prälaten, Grafen und Herren |                                                                       | Herzog Eugen von Würtemberg                               | Carlsruhe in Schlesien |
| Stand der Prälaten, Grafen und Herren |                                                                       | Adolf zu Hohenlohe-Ingelfingen                            | Koschentin |
| Stand der Prälaten, Grafen und Herren |                                                                       | Graf Ferdinand von Stolberg-Wernigerode                   | Peterswaldau |
| Stand der Prälaten, Grafen und Herren |                                                                       | Prinz Friedrich der Niederlande                           | Haag (Muskau) |
| Stand der Prälaten, Grafen und Herren |                                                                       | Graf Leopold von Schaffgotsch                             | Kynast bei Warmbrunn |
| Stand der Prälaten, Grafen und Herren |                                                                       | Fürst Felix von Lichnowsky                                | Schloss Krzyzanowitz bei Ratibor |
| Stand der Prälaten, Grafen und Herren |                                                                       | Graf Erdmann Karl Gottlob von Sandretzky und Sandraschütz | Langenbielau |
| Stand der Prälaten, Grafen und Herren |                                                                       | Graf Eduard von Oppersdorff                               | Ober-Glogau |
| Stand der Prälaten, Grafen und Herren |                                                                       | Graf Michael Joseph von Althan                            | Mittelwalde |
| Stand der Prälaten, Grafen und Herren |                                                                       | Graf Hans David Ludwig Yorck von Wartenburg               | Klein-Oels |
| Stand der Prälaten, Grafen und Herren |                                                                       | Graf Conrad von Dyhrn                                     | Resewitz |
| Stand der Prälaten, Grafen und Herren |                                                                       | Graf Friedrich Hermann Nicolaus von Burghaus              | Laasan |
| Stand der Prälaten, Grafen und Herren |                                                                       | Graf von Hochberg                                         | Fürstenstein |
| Ritterschaft                          |                                                                       | Prinz Adolf zu Hohenlohe                                  | Koschenthin |
| Ritterschaft                          |                                                                       | Freiherr Karl von Czettritz                               | Landrat, auf Kolbnitz |
| Ritterschaft                          |                                                                       | Baron Karl von Diebitsch                                  | Landesältester, auf Groß-Wiersewitz |
| Ritterschaft                          |                                                                       | Baron Emil von Durant                                     | Landrat, auf Baranowitz |
| Ritterschaft                          |                                                                       | Graf Friedrich von Frankenberg                            | Landrat, auf Warthau |
| Ritterschaft                          |                                                                       | von Merkel                                                | Vertreter für Graf von Frankenberg |
| Ritterschaft                          |                                                                       | Baron Hermann von Gaffron                                 | Königlicher Kreditinstitutsdirektor, auf Kunern |
| Ritterschaft                          |                                                                       | Erdmann von Gilgenheimb                                   | Königlicher Kammerherr und Landschaftsdirektor, auf Franzdorf |
| Ritterschaft                          |                                                                       | von Manbeuge                                              | Vertreter für von Gilgenheimb |
| Ritterschaft                          |                                                                       | Ernst von Haugwitz                                        | Kreisdeputierter, auf Mengelsdorf |
| Ritterschaft                          |                                                                       | Graf Johann Adrian Joseph von Hoverden                    | Königlicher Kammerherr, auf Herzogswaldau |
| Ritterschaft                          |                                                                       | Gustav von Kessel                                         | Kreisdeputierter und Landesältester, auf Zeisdorf |
| Ritterschaft                          |                                                                       | Anton von L’Estocq                                        | Königlicher Oberstleutnant, auf Ober-Girges |
| Ritterschaft                          |                                                                       | Graf Albrecht Eduard von Loeben                           | Landesältester, auf Nieder-Rudelsdorf |
| Ritterschaft                          |                                                                       | Paul Matthis                                              | Kreisdeputierter auf Druse |
| Ritterschaft                          |                                                                       | Carl von Mutius                                           | Rittmeister und Landesältester, auf Börnchen |
| Ritterschaft                          |                                                                       | Gustav Robert Neumann                                     | Rittergutsbesitzer, auf Sprottischdorf |
| Ritterschaft                          |                                                                       | Friedrich Leopold von Ohnesorge                           | Landrat und Landschaftsdirektor, auf Bremenhain |
| Ritterschaft                          |                                                                       | von Prittwitz                                             | Landrat, auf Schmoltschütz |
| Ritterschaft                          |                                                                       | Graf Pückler von Groeditz                                 | Generallandschaftsrepräsentant, auf Rogau |
| Ritterschaft                          |                                                                       | Otto Karl Georg von Raven                                 | Rittergutsbesitzer, auf Postelwitz |
| Ritterschaft                          |                                                                       | Graf Andreas von Renard                                   | Königlicher wirklicher geheimer Rat, auf Groß-Strehlitz |
| Ritterschaft                          |                                                                       | Fürst Heinrich LXXIV. Reuß zu Köstritz                    | Rittergutsbesitzer, auf Jaenkendorf |
| Ritterschaft                          |                                                                       | Baron von Rothkirch-Trach                                 | Oberlandesgerichtsrat auf Bärsdorf |
| Ritterschaft                          |                                                                       | Graf Gustav von Saurma-Jeltsch                            | Rittergutsbesitzer, auf Jeltsch |
| Ritterschaft                          |                                                                       | Ernst von Seherr-Thoß                                     | Landrat a. D. und Landesältester, auf Cujau |
| Ritterschaft                          |                                                                       | von Stegmann                                              | Major a. D. und Rittergutsbesitzer, auf Stachau |
| Ritterschaft                          |                                                                       | Karl Wilhelm Aemilius Steinbeck                           | Geheimer Oberbergrat, auf Muhrau |
| Ritterschaft                          |                                                                       | Graf von Stosch                                           | Landschaftsdirektor, auf Manze |
| Ritterschaft                          |                                                                       | von Scheliha                                              | Vertreter für Graf von Stosch |
| Ritterschaft                          |                                                                       | Graf Hans von Strachwitz                                  | Landrat und Landschaftsdirektor, auf Peterwitz |
| Ritterschaft                          |                                                                       | Graf von Strachwitz                                       | Landrat, auf Kaminietz |
| Ritterschaft                          |                                                                       | Graf von Strachwitz                                       | Rittergutsbesitzer, Proschlitz |
| Ritterschaft                          |                                                                       | Baron von Tschammer                                       | Landesältester, auf Dromsdorf |
| Ritterschaft                          |                                                                       | Rudolf von Uechtritz                                      | Landrat, auf Nieder-Heidersdorf |
| Ritterschaft                          |                                                                       | Baron Karl von Wechmar                                    | Landrat, auf Zedlitz |
| Ritterschaft                          |                                                                       | von Wrochem                                               | Premier-Leutnant a. D. und Landesältester, auf Brzesnitz |
| Ritterschaft                          |                                                                       | von Wille                                                 | Landesältester, auf Hochkirch |
| Ritterschaft                          |                                                                       | Freiherr Wilhelm von Zedlitz-Neukirch                     | Königlicher Oberstleutnant und Landschaftsdirektor, auf Tiefhartmannsdorf |
| Städte                                |                                                                       | Bauch                                                     | Bürgermeister, Herrenstadt |
| Städte                                |                                                                       | Bornemann                                                 | Medizinal-Assessor und Ratsherr, Liegnitz |
| Städte                                |                                                                       | Gustav Dittrich                                           | Bürgermeister, Reinerz |
| Städte                                |                                                                       | Döring                                                    | Kaufmann, Oels |
| Städte                                |                                                                       | Engau                                                     | Bürgermeister, Wittichenau |
| Städte                                |                                                                       | Samuel Ferdinand Facilides                                | Bürgermeister, Neusalz |
| Städte                                |                                                                       | Fiebig                                                    | Bürgermeister, Canth |
| Städte                                |                                                                       | Fritze                                                    | Apotheker, Rybnick |
| Städte                                |                                                                       | Germershausen                                             | Kaufmann, Glogau |
| Städte                                |                                                                       | Hayn                                                      | Kaufmann, Waldenburg |
| Städte                                |                                                                       | Hirsch                                                    | Bürgermeister und Justitiar, Landsberg |
| Städte                                |                                                                       | Karker                                                    | Kaufmann, Neisse |
| Städte                                |                                                                       | Leopold Krüger                                            | Bürgermeister, Grünberg |
| Städte                                |                                                                       | Lehmann                                                   | Apotheker, Creutzburg |
| Städte                                |                                                                       | Karl August Milde                                         | Kaufmann, Breslau |
| Städte                                |                                                                       | Moschner                                                  | Kaufmann, Glatz |
| Städte                                |                                                                       | Neitsch                                                   | Stadtsyndikus, Lauban |
| Städte                                |                                                                       | Prüfer                                                    | Ratsherr, Görlitz |
| Städte                                |                                                                       | Richter                                                   | Particulier, Jauer |
| Städte                                |                                                                       | Richter                                                   | Kaufmann und Kämmerer, Oppeln |
| Städte                                |                                                                       | Sattig                                                    | Landessyndikus, Görlitz |
| Städte                                |                                                                       | Schneider                                                 | Kaufmann, Bunzlau |
| Städte                                |                                                                       | Scholz                                                    | Kämmerer, Hainau |
| Städte                                |                                                                       | Siebig                                                    | Holzhändler, Breslau |
| Städte                                |                                                                       | Heinrich Sommerbrodt                                      | Apotheker, Schweidnitz |
| Städte                                |                                                                       | Johann Gottfried Tschocke                                 | Maurermeister, Breslau |
| Städte                                |                                                                       | Conrad Ungerer                                            | Porzellanfabrikant, Hirschberg |
| Städte                                |                                                                       | Werner                                                    | Apotheker, Brieg |
| Städte                                |                                                                       | Wiggert                                                   | Kaufmann, Greifenberg |
| Städte                                |                                                                       | Wodizka                                                   | Justizrat, Bauerwitz |
| Landgemeinden                         |                                                                       | Anton Leopold Allnoch                                     | Erbscholteibesitzer, Beigwitz |
| Landgemeinden                         |                                                                       | Berndt                                                    | Erb- und Gerichtsscholz, Gallenau |
| Landgemeinden                         |                                                                       | Bleyer                                                    | Erbscholteibesitzer, Domslau |
| Landgemeinden                         |                                                                       | Cochlovius                                                | Erbscholteibesitzer, Kotschanowitz |
| Landgemeinden                         |                                                                       | Daniel Freitag                                            | Erb- und Gerichtsscholz, Schönwald |
| Landgemeinden                         |                                                                       | Karl Göllner                                              | Erbscholteibesitzer, Seifrodau |
| Landgemeinden                         |                                                                       | Hein                                                      | Erbscholteibesitzer, Koernitz |
| Landgemeinden                         |                                                                       | Krause                                                    | Gerichtsscholz, Wachsdorf |
| Landgemeinden                         |                                                                       | Meyer                                                     | Erbscholz, Klein-Helmsdorf |
| Landgemeinden                         |                                                                       | Karl Gottlieb Leberecht Protze                            | Erblehnrichter, Seifersdorf |
| Landgemeinden                         |                                                                       | Röhricht                                                  | Gerichtsscholz, Leisersdorf |
| Landgemeinden                         |                                                                       | Schäfer                                                   | Kreisrichter, Markersdorf |
| Landgemeinden                         |                                                                       | Scupin                                                    | Freigutsbesitzer, Groß-Ellguth |
| Landgemeinden                         |                                                                       | Johann Samuel Thomas                                      | Erb- und Gerichtsscholz, Groß-Laeswitz |
| Landgemeinden                         |                                                                       | Walliczek                                                 | Erbscholteibesitzer, Kastenthal |
| Landgemeinden                         |                                                                       | Winkler                                                   | Erbscholteibesitzer, Domnitz |

## Großherzogtum Posen
| Kurie                                 | Wahlbezirk                                | Abgeordneter                           | Anmerkung                                           |
| ------------------------------------- | ----------------------------------------- | -------------------------------------- | --------------------------------------------------- |
| Stand der Prälaten, Grafen und Herren | Fürst Thurn und Taxis                     | Freiherr George von Massenbach         | Bialokosz                                           |
| Stand der Prälaten, Grafen und Herren |                                           | Fürst August Anton Sułkowski           | Schloss Reisen bei Lissa                            |
| Stand der Prälaten, Grafen und Herren |                                           | Fürst Wilhelm von Radiziwill           |                                                     |
| Stand der Prälaten, Grafen und Herren |                                           | Fürst Boguslaw von Radiziwill          |                                                     |
| Stand der Prälaten, Grafen und Herren |                                           | Graf Athanasius von Raczynski          |                                                     |
| Ritterschaft                          |                                           | Graf Adolf Bninski                     | Provinziallandschaftsrat, Cmachowo                  |
| Ritterschaft                          | Kreis Fraustadt                           | Alexander von Brodowski                | Generallandschaftsdirektor, Geiersdorf              |
| Ritterschaft                          |                                           | Fellmann                               | Jankowo                                             |
| Ritterschaft                          |                                           | Freiherr Rudolf Hiller von Gaertringen | Betsche                                             |
| Ritterschaft                          |                                           | von Jaraczewski                        | Gluchowo                                            |
| Ritterschaft                          |                                           | Dr. Anton von Kraszewski               | Tarkowo                                             |
| Ritterschaft                          |                                           | Küpfer                                 | Legationsrat a. D., Czaycz                          |
| Ritterschaft                          | Kreis Pleschen                            | Joseph von Kurcewski                   | Generallandschaftsrat, Kowalewo                     |
| Ritterschaft                          |                                           | August von Miszewski                   | Modliszewo                                          |
| Ritterschaft                          |                                           | Graf Theodor Mycielski                 | Chocieszewice                                       |
| Ritterschaft                          |                                           | von Niegolewski                        | ehemaliger polnischer Oberst, Niegolewo             |
| Ritterschaft                          |                                           | Stanislaus von Poninski                | Tulce                                               |
| Ritterschaft                          | Kreis Kosten                              | Eduard von Potworowski                 | Gola                                                |
| Ritterschaft                          |                                           | von Psarski                            | Provinziallandschaftsrat, Doruchow                  |
| Ritterschaft                          |                                           | von Reiche                             | Rosbisek                                            |
| Ritterschaft                          |                                           | Pantaleon Schumann                     | Regierungsrat a. D., Kujawski                       |
| Ritterschaft                          |                                           | Graf Arnold von Skorzewski             | Lubostrom                                           |
| Ritterschaft                          |                                           | Ignatz von Skorzewski                  | Nekla                                               |
| Ritterschaft                          |                                           | Graf Heliodor von Skorzewski           | Kammerherr, Prochnowo                               |
| Ritterschaft                          |                                           | von Treskow                            | Radojewo                                            |
| Ritterschaft                          |                                           | von Wegierski                          | Wegry                                               |
| Ritterschaft                          |                                           | Camill von Zakrzewski                  | Generallandschaftsrat, Mszczyczyn                   |
| Städte                                |                                           | Baensch                                | Kaufmann, Lissa                                     |
| Städte                                | Stadt Meseritz                            | Moritz Adolph Heinrich Brown           | Bürgermeister, Meseritz                             |
| Städte                                |                                           | Cleemann                               | Kaufmann, Fraustadt                                 |
| Städte                                | Stadt Posen                               | Friedrich Wilhelm Grätz                | Kaufmann, Posen                                     |
| Städte                                | Stadt Rawicz                              | Wilhelm Hausleutner                    | Apotheker, Rawicz                                   |
| Städte                                |                                           | Jäckel                                 | Post-Exped., Wollstein                              |
| Städte                                |                                           | Zieten                                 | Vertreter für Jäckel                                |
| Städte                                |                                           | Kluge                                  | Seifensieder, Schwersenz                            |
| Städte                                | Stadt Gnesen                              | Johann Kugler                          | Apotheker, Gnesen                                   |
| Städte                                | Stadt Posen                               | Eugen Naumann                          | Geheimer Regierungsrat und Oberbürgermeister, Posen |
| Städte                                | Kreise Krotoschin, Adelnau und Schildberg | Joseph Paternowski                     | Bürgermeister, Dobrzyna                             |
| Städte                                |                                           | Pendzynski                             | Schänker, Schrimm                                   |
| Städte                                |                                           | Rückert                                | Kaufmann, Bajanowo                                  |
| Städte                                |                                           | Steierowitz                            | Bürgermeister, Exin                                 |
| Städte                                | Kreise Gnesen, Inowrazlaw und Mogilno     | Carl Urban                             | Kämmerer, Inowraclaw                                |
| Städte                                |                                           | Zielowski                              | Bürgermeister, Miescisko                            |
| Landgemeinden                         |                                           | Dräger II.                             | Ackerwirt, Czmon                                    |
| Landgemeinden                         | Kreis Buk, Obornik, Posen und Samter      | Carl Jordan                            | Freigutsbesitzer, Comecice                          |
| Landgemeinden                         | Kreise Czarnikau, Chodziesen, Wongrowiec  | Johann Ludwig König                    | Freischulz, Rosko                                   |
| Landgemeinden                         |                                           | Krause                                 | Ackerwirt, Chalupsko                                |
| Landgemeinden                         |                                           | Meißner                                | Erbpächter, Kaczlin                                 |
| Landgemeinden                         |                                           | Stanislaus Przygodzki                  | Freigutsbesitzer, Widziszewo                        |
| Landgemeinden                         | Kreise Adelnau, Krotoschin und Schildberg | Michael Sadomski                       | Grundbesitzer, Lisny                                |
| Landgemeinden                         |                                           | Stark                                  | Freischulz, Bialosliwe                              |

## Provinz Sachsen
| Kurie                                 | Wahlbezirk                                                | Abgeordneter                                           | Anmerkung |
| Stand der Prälaten, Grafen und Herren | Dom-Kapitel zu Merseburg                                  | Friedrich von Krosigk                                  | stellvertretender Landtags-Marschall |
| Stand der Prälaten, Grafen und Herren | Dom-Kapitel zu Naumburg                                   | Vollrath von Krosigk                                   | Von Krosigk ließ sich durch Eduard von Rabenau vertreten |
| Stand der Prälaten, Grafen und Herren | Virilstimme                                               | Graf Henrich zu Stolberg-Wernigerode                   | Landtags-Marschall |
| Stand der Prälaten, Grafen und Herren | Virilstimme                                               | Josef Christian Ernst Ludwig Graf zu Stolberg-Stolberg | |
| Stand der Prälaten, Grafen und Herren | Virilstimme                                               | Graf August zu Stolberg-Roßla                          | |
| Stand der Prälaten, Grafen und Herren | Besitzer des Amts Walternienburg                          | Herzog Leopold IV. Friedrich von Anhalt-Dessau         | vertreten durch den Grafen Friedrich zu Solms-Rösa |
| Ritterschaft                          | Kollektivstimme der Besitzer großer Familienfideikommisse | Ludwig Graf von der Asseburg                           | Vize-Oberjägermeister, Reindorf |
| Ritterschaft                          |                                                           | Kammerherr Hans Constantin Freiherr von Bodenhausen    | Burgkemnitz |
| Ritterschaft                          |                                                           | Wilhelm von Bonin                                      | Oberpräsident |
| Ritterschaft                          |                                                           | von Brauchitsch                                        | Deichhauptmann, Kreisdeputierter und Premierleutnant a. D. auf Scharteuke / Aufgrund dessen Erkrankung trat sein Stellvertreter, Otto von Bismarck in den Vereinigten Landtag ein |
| Ritterschaft                          |                                                           | Otto von Bismarck                                      | als Stellvertreter von von Brauchitsch nach dessen Erkrankung |
| Ritterschaft                          |                                                           | Ludwig Franz von Breitenbauch                          | Kammerherr zu Brandenstein im Kreis Ziegenrück; In seiner Abwesenheit vertreten durch von Werthern                                                                                |
| Ritterschaft                          |                                                           | Ottobald Freiherr von Werthern Werthern                | Ritter auf Schloss Beichlingen im Kreis Eckartsberga; Vertreter für von Breitenbauch                                                                                              |
| Ritterschaft                          |                                                           | Karl von Byla                                          | Landrat zu Nordhausen |
| Ritterschaft                          |                                                           | Ernst von Friesen                                      | Kammerherr Freiherr Ernst von Friesen auf Hammelburg im Mansfelder Gebirgskreis                                                                                                   |
| Ritterschaft                          |                                                           | Garke                                                  | Kreisverordneter |
| Ritterschaft                          |                                                           | Graf August Hippolyt von Gneisenau                     | Major a. D. Sommerschenburg |
| Ritterschaft                          |                                                           | Heinrich Moritz Albrecht von Grävenitz                 | Erbtruchsess, Rittergutsbesitzer auf Queetz |
| Ritterschaft                          |                                                           | Gustav von Gustedt                                     | Landrat, Gutsherr auf Dardesheim |
| Ritterschaft                          |                                                           | Friedrich Ernst von Hanstein                           | Landrat in Heiligenstadt |
| Ritterschaft                          |                                                           | Hans Graf von Helldorff (Wolmirstedt)                  | Kammerherr von Helldorff auf Bebra – Kreis Querfurt |
| Ritterschaft                          |                                                           | Heinrich von Helldorff-Bedra                           | Generaldirektor der Land-Feuer-Societät für das Herzogtum Sachsen |
| Ritterschaft                          |                                                           | von Burkersrode                                        | als Stellvertreter von Heinrich von Helldorff |
| Ritterschaft                          |                                                           | Carl von Helldorff (St. Ulrich)                        | Kammerherr, Landrat |
| Ritterschaft                          |                                                           | Bernhard von Kerssenbrock                              | Landrat |
| Ritterschaft                          |                                                           | Carl von Lattorf                                       | Kreisdeputierter |
| Ritterschaft                          |                                                           | Moritz von Leipziger                                   | Landrat |
| Ritterschaft                          |                                                           | Ludwig von Minnigerode                                 | Baron, Majoratsbesitzer Braunschweig |
| Ritterschaft                          |                                                           | Otto von Münchhausen                                   | Landrat aus Cölleda |
| Ritterschaft                          |                                                           | Carl von Münchhausen (Straußfurth)                     | Landrat im Landkreis Weißensee |
| Ritterschaft                          |                                                           | Hermann Engelhard von Nathusius                        | Rittergutsbesitzer in Hundisburg |
| Ritterschaft                          |                                                           | von Schierstedt                                        | Kreisdeputierter in Dahlen |
| Ritterschaft                          |                                                           | von Stammer                                            | Leutnant a. D. in Camitz |
| Ritterschaft                          |                                                           | Otto August von Veltheim                               | Landrat |
| Ritterschaft                          |                                                           | von Wedell                                             | Regierungs- und Forstrat in Magdeburg |
| Ritterschaft                          |                                                           | Carl Friedrich Heinrich Levin von Wintzingerode        | Staatsminister |
| Ritterschaft                          |                                                           | von Bodungen                                           | Vertreter für Carl Friedrich Heinrich Levin von Wintzingerode |
| Ritterschaft                          |                                                           | Wilhelm von Wintzingerode-Knorr                        | Landrat |
| Ritterschaft                          |                                                           | Julius von Zech-Burkersroda                            | Kreisdeputierter |
| Städte                                |                                                           | Karl August Wilhelm Bertram                            | Geheimer Regierungsrat und Oberbürgermeister, Halle |
| Städte                                |                                                           | Gustav Coqui                                           | Kaufmann, Magdeburg |
| Städte                                |                                                           | Diethold                                               | Bürgermeister, Sömmerda |
| Städte                                |                                                           | Gustav Douglas                                         | Bürgermeister, Aschersleben |
| Städte                                |                                                           | Karl Theodor Gier                                      | Bürgermeister, Mühlhausen |
| Städte                                |                                                           | Giese                                                  | Kaufmann, Wittenberg |
| Städte                                |                                                           | Heyer                                                  | Justiz-Commissarius, Halberstadt |
| Städte                                |                                                           | Friedrich Lucanus                                      | Apotheker, Halberstadt |
| Städte                                |                                                           | Ernst Keferstein                                       | Kaufmann und Fabrikant, Merseburg |
| Städte                                |                                                           | Kerl                                                   | Brauherr, Langensalza |
| Städte                                |                                                           | Kersten                                                | Bürgermeister, Hettstedt |
| Städte                                |                                                           | Lindner                                                | Magistrats-Assessor und Apotheker, Weissenfels |
| Städte                                |                                                           | Michaelis                                              | Medizinalrat, Magdeburg |
| Städte                                |                                                           | Müller                                                 | Kaufmann, Wegesleben |
| Städte                                |                                                           | Johann Friedrich August Ramsthal                       | Fabrikant und Stadtrat, Nordhausen |
| Städte                                |                                                           | Rasch                                                  | Bürgermeister, Naumburg |
| Städte                                |                                                           | Schier                                                 | Bürgermeister und Justiziar, Freiburg |
| Städte                                |                                                           | Heinrich Schilling                                     | Hüttenbesitzer, Suhl |
| Städte                                |                                                           | Schmidt                                                | Ökonom und Brennereibesitzer, Quedlinburg |
| Städte                                |                                                           | Schneider                                              | Bürgermeister, Schönebeck |
| Städte                                |                                                           | Schulze                                                | Ziegeleibesitzer, Wanzleben |
| Städte                                |                                                           | Tölle                                                  | Bürgermeister, Bleicherode |
| Städte                                |                                                           | Ludwig Wilhelm Uthemann                                | Kaufmann, Sandau |
| Städte                                |                                                           | Vollandt                                               | Kaufmann, Erfurt |
| Städte                                |                                                           | Zeising                                                | Ökonom, Brehna |
| Landgemeinden                         |                                                           | Becker                                                 | Ortsrichter, Pauscha |
| Landgemeinden                         |                                                           | Dorenberg                                              | Ackergutsbesitzer, Hohnstedt |
| Landgemeinden                         |                                                           | Eule                                                   | Erblehnrichter, Oehna |
| Landgemeinden                         |                                                           | Giesler                                                | Schultheiß, Tröchtelborn |
| Landgemeinden                         |                                                           | Hanisch                                                | Ortsrichter, Arzberg |
| Landgemeinden                         |                                                           | Hartmann                                               | Ortsschulze, Langenstein |
| Landgemeinden                         |                                                           | Lorenz                                                 | Gutsbesitzer, Geismar |
| Landgemeinden                         |                                                           | Mewes                                                  | Ortsschulze, Groß Wulkow |
| Landgemeinden                         |                                                           | Petzold                                                | Gutsbesitzer, Dobian |
| Landgemeinden                         |                                                           | Schmidt                                                | Ortsschulze, Borgau |
| Landgemeinden                         |                                                           | Seltmann                                               | Gutsbesitzer, Rodden |
| Landgemeinden                         |                                                           | Vattenroth                                             | Ortsschulze, Klein Bartloff |
| Landgemeinden                         |                                                           | Zachau                                                 | Hofbesitzer, Barleben |

## Rheinprovinz
| Kurie                                | Wahlkreis | Abgeordneter                                                       | Anmerkung                                                 |
| ------------------------------------ | --- | ------------------------------------------------------------------ | --------------------------------------------------------- |
| Stand der Fürsten, Grafen und Herren | | Fürst Ferdinand zu Solms-Braunfels                                 | Braunfels                                                 |
| Stand der Fürsten, Grafen und Herren | | Fürst Ludwig zu Solms-Hohensolms-Lich                              | Lich                                                      |
| Stand der Fürsten, Grafen und Herren | | Fürst Hermann zu Wied                                              | Neuwied                                                   |
| Stand der Fürsten, Grafen und Herren | | Edmund Graf von Hatzfeld-Wildenburg                                | Wildenburg                                                |
| Stand der Fürsten, Grafen und Herren | | Fürst Joseph zu Salm-Reifferscheidt-Dyck                           | Dyk bei Neuss                                             |
| Ritterschaft                         | Koblenz/Trier/Köln | Clemens von Boos-Waldeck                                           | Landrat, Koblenz                                          |
| Ritterschaft                         | Koblenz/Trier/Köln | Freiherr Gerhard von Carnap-Bornheim                               | Bornheim                                                  |
| Ritterschaft                         | Aachen/Düsseldorf | Friedrich Joseph Coels von der Brügghen                            | Landrat, Aachen                                           |
| Ritterschaft                         | Aachen/Düsseldorf | Friedrich von Diergardt                                            | Geheimer Kommerzienrat, Viersen                           |
| Ritterschaft                         | Koblenz/Trier/Köln | Clemens Wenzelslaus Freier und Edler Herr von und zu Eltz-Rübenach | Wahn                                                      |
| Ritterschaft                         | Aachen/Düsseldorf | Graf Franz Egon von Fürstenberg-Stammheim                          | Stammheim                                                 |
| Ritterschaft                         | Aachen/Düsseldorf | Hermann Josef Gormanns                                             | Notar, Erkelenz                                           |
| Ritterschaft                         | Aachen/Düsseldorf | Freiherr Richard von Vorst-Gudenau                                 | Landrat, Grevenbroich                                     |
| Ritterschaft                         | Koblenz/Trier/Köln | Wilhelm von Haw                                                    | Landrat a. D., Trier                                      |
| Ritterschaft                         | Aachen/Düsseldorf | Balthasar Herbertz                                                 | Kaufmann, Uerdingen                                       |
| Ritterschaft                         | Aachen/Düsseldorf | Freiherr Philipp von Hilgers                                       | Landrat, Neuwied                                          |
| Ritterschaft                         | Aachen/Düsseldorf | Graf Hermann von Hompesch-Rurich                                   | Schloss Rurich                                            |
| Ritterschaft                         | Koblenz/Trier/Köln | Franz Egon von Hoensbroech                                         | Haus Haag                                                 |
| Ritterschaft                         | Koblenz/Trier/Köln | Ludwig von Hymmen                                                  | Geheimer Regierungs- und Landrat, Bonn                    |
| Ritterschaft                         | Aachen/Düsseldorf | Graf Maximilian August von Loë                                     | Wissen                                                    |
| Ritterschaft                         | Aachen/Düsseldorf | Eberhard von Mylius                                                | Landgerichtsassessor, Düsseldorf                          |
| Ritterschaft                         | Aachen/Düsseldorf | Graf Franz von Nesselrode-Ehreshoven                               | Düsseldorf                                                |
| Ritterschaft                         | Koblenz/Trier/Köln | Freiherr Carl von Nordeck                                          | Hemmerich                                                 |
| Ritterschaft                         | | Friedrich Christian Freiherr von Neukirchen gen. von Nyvenheim     | Caldenhausen                                              |
| Ritterschaft                         | Aachen/Düsseldorf | Peter von Rath                                                     | Lauersfort                                                |
| Ritterschaft                         | Aachen/Düsseldorf | Freiherr Friedrich von der Heyden-Rynsch                           | Winkel                                                    |
| Ritterschaft                         | | Wilhelm von Schadow                                                | Direktor, Düsseldorf                                      |
| Ritterschaft                         | Aachen/Düsseldorf | Wilhelm von Steffens                                               | Oberforstmeister, Aachen                                  |
| Ritterschaft                         | | Freiherr Clemens August Waldbott von Bassenheim-Bornheim           | Provinzial-Feuer-Societätsdirektor, Koblenz               |
| Ritterschaft                         | | Freiherr Maria Franz Carl Joseph von Wüllenweber                   | Millendonk                                                |
| Städte                               | Düsseldorf | Gerhard Baum                                                       | Kommerzienrat und Präsident der Handelskammer, Düsseldorf |
| Städte                               | Krefeld | Hermann von Beckerath                                              | Bankier, Krefeld                                          |
| Städte                               | | Biesing                                                            | Gutsbesitzer, Bonn                                        |
| Städte                               | | Beust                                                              | Kaufmann, Boppard                                         |
| Städte                               | Deutz, Mühlheim am Rhein, Gladbach, Gummersbach, Wipperfürth, Siegburg, Königswinter, Neustadt                                 | Wilhelm Budde                                                      | Bürgermeister, Neustadt                                   |
| Städte                               | Köln | Ludolf Camphausen                                                  | Präsident der Handelskammer, Köln                         |
| Städte                               | Ratingen, Kaiserswerth, Angermund mit Gerresheim, Mettmann, Hardenberg mit Langenberg, Wülfrath, Velbert, Kronenberg           | Peter Diederich Conze                                              | Kaufmann, Langenberg                                      |
| Städte                               | Stromberg, Trarbach, Zell, Cochem, Mayen, Andernach, Ahrweiler, Sinzig, Remagen, Simmern                                       | Karl August Dahmen                                                 | Gutsbesitzer, Ahrweiler                                   |
| Städte                               | Barmen | Friedrich von Eynern                                               | Kaufmann, Barmen                                          |
| Städte                               | Jülich, Eschweiler, Heinsberg, Erkelenz, Geilenkirchen mit Hünshoven, Linnich                                                  | Maximilian Flemming                                                | Kaufmann, Geilenkirchen                                   |
| Städte                               | Merzig, Prüm, Bitburg, Wittlich, Bernkastel, Saarburg, Neuerburg                                                               | Jacob Funk                                                         | Gutsbesitzer, Saarburg                                    |
| Städte                               | Aachen | David Hansemann                                                    | Kaufmann, Aachen                                          |
| Städte                               | Elberfeld | August von der Heydt                                               | Handelsgerichtspräsident, Elberfeld                       |
| Städte                               | Monschau, Eupen, Malmédy, St. Vith                                                                                             | Anton Wilhelm Hüffer                                               | Kommerzienrat, Eupen                                      |
| Städte                               | Koblenz | Philipp Jakob Kaspers                                              | Kaufmann, Koblenz                                         |
| Städte                               | Lennep, Ronsdorf, Lüttringhausen, Radevormwald, Burg, Hückeswagen, Wermelskirchen                                              | Gottfried Kirberg                                                  | Handelskammerpräsident, Kirberg                           |
| Städte                               | Solingen, Remscheid, Dorp, Gräfrath, Wald, Höhscheid mit Merscheid, Burscheid mit Leichlingen, Opladen mit Neukirchen, Hitdorf | Gottlieb Kyllmann                                                  | Kaufmann, Weyer                                           |
| Städte                               | Köln | Peter Heinrich Merkens                                             | Präsident der Dampfschiffahrtsgesellschaft, Köln          |
| Städte                               | Köln | Gustav von Mevissen                                                | Kaufmann, Dülken                                          |
| Städte                               | Trier | Peter Ludwig Mohr                                                  | Stadtrat, Trier                                           |
| Städte                               | Kleve, Wesel, Goch, Gelder, Rheinberg, Moers, Orsoy, Xanten                                                                    | Bernhard Müller                                                    | Kaufmann, Wesel                                           |
| Städte                               | Ehrenbreitstein, Vallendar, Bendorf, Neuwied, Linz, Wetzlar, Braunfels                                                         | Clemens Jacob Reichard                                             | Fabrikbesitzer, Neuwied                                   |
| Städte                               | Saarlouis, Saarbrücken, St. Johann, Ottweiler, St, Wendel, Baumholder                                                          | Ludwig Heinrich Röchling                                           | Großhändler, St. Johann                                   |
| Städte                               | Duisburg, Mülheim an der Ruhr, Essen, Kettwig, Werden, Ruhrort, Dinslaken, Emmerich, Rees, Isselburg                           | Julius Scheid                                                      | Kaufmann, Kettwig                                         |
| Städte                               | Düren, Gemünd, Stolberg, Burtscheid                                                                                            | Leopold Schoeller                                                  | Kommerzienrat, Düren                                      |
| Landgemeinden                        | Regierungsbezirk Düsseldorf | Franz Joseph Aldenhoven                                            | Gutsbesitzer, Zons                                        |
| Landgemeinden                        | Regierungsbezirk Aachen | Balthasar Beemelmanns                                              | Bürgermeister, Prümmern                                   |
| Landgemeinden                        | Regierungsbezirk Trier | Jean-François Boch                                                 | Gutsbesitzer, Mettlach                                    |
| Landgemeinden                        | Regierungsbezirk Köln | Martin Fasbinder                                                   | Gutsbesitzer, Dünwald                                     |
| Landgemeinden                        | Regierungsbezirk Trier | Nicolas Adolphe de Galhau                                          | Gutsbesitzer, Wallerfangen                                |
| Landgemeinden                        | Regierungsbezirk Trier | Johann Baptist Graach                                              | Gutsbesitzer, Zeltingen                                   |
| Landgemeinden                        | Regierungsbezirk Koblenz | Christian Gruhn                                                    | Gutsbesitzer, Gemünden                                    |
| Landgemeinden                        | Regierungsbezirk Köln | Friedrich Häger                                                    | Gutsbesitzer, Ohl                                         |
| Landgemeinden                        | Solingen, Remscheid, Dorp, Gräfrath, Wald, Höhscheid mit Merscheid, Burscheid mit Leichlingen, Opladen mit Neukirchen, Hitdorf | Nicolaus Jörissen                                                  | Steuereinnehmer, Millen                                   |
| Landgemeinden                        | Jülich, Eschweiler, Heinsberg, Erkelenz, Geilenkirchen mit Hünshoven, Linnich                                                  | Joseph Jungbluth                                                   | Gutsbesitzer und Bürgermeister, Jülich                    |
| Landgemeinden                        | Koblenz/Trier/Köln | Franz Anton Kayser                                                 | Kommerzienrat, Trier                                      |
| Landgemeinden                        | Regierungsbezirk Köln | Wilhelm König                                                      | Gutsbesitzer, Kloster                                     |
| Landgemeinden                        | | Lang                                                               | Schultheiß, Hörnsheim                                     |
| Landgemeinden                        | Regierungsbezirk Düsseldorf | Gisbert Lensing                                                    | Ökonomicus und Gutsbesitzer, Emmerich                     |
| Landgemeinden                        | Regierungsbezirk Düsseldorf | Johann Heinrich van Loë                                            | Gutsbesitzer, Uedem                                       |
| Landgemeinden                        | Regierungsbezirk Aachen | Johann Josef Minderjahn                                            | Gutsbesitzer, Cornelymünster                              |
| Landgemeinden                        | | Nikolaus Rheinhart                                                 | Gutsbesitzer, Ockfen                                      |
| Landgemeinden                        | Regierungsbezirk Koblenz | Matthias Josef Raffauf                                             | Gutsbesitzer, Wolken                                      |
| Landgemeinden                        | Regierungsbezirk Koblenz | Mathias Peter Rech                                                 | Steuereinnehmer, Langenlonsheim                           |
| Landgemeinden                        | | Rombei                                                             | Gutsbesitzer, Louisenburg                                 |
| Landgemeinden                        | Regierungsbezirk Köln | Johann Leopold Schult                                              | Bürgermeister, Glessen                                    |
| Landgemeinden                        | Regierungsbezirk Düsseldorf | Gerhard Seulen                                                     | Major a. D. und Bürgermeister, Vorst                      |
| Landgemeinden                        | Regierungsbezirk Koblenz | Carl Stedmann                                                      | Gutsbesitzer, Besselich                                   |
| Landgemeinden                        | Regierungsbezirk Düsseldorf | August Uellenberg                                                  | Gutsbesitzer, Niederheidt                                 |
| Landgemeinden                        | Regierungsbezirk Koblenz | Karl Zunderer                                                      | Gutsbesitzer, Kleeburg                                    |

## Provinz Westfalen
| Kurie                        | Wahlbezirk                            | Abgeordneter                                                 | Anmerkung                                                 |
| Stand der Herren und Fürsten | Herzog von Arenberg                   | Prosper Ludwig von Arenberg                                  |                                                           |
| Stand der Herren und Fürsten | Fürst von Salm-Salm                   | Alfred Konstantin zu Salm-Salm                               |                                                           |
| Stand der Herren und Fürsten | Fürst von Sayn-Wittgenstein-Berleburg | Heinrich Friedrich von Itzenplitz                            | Als Vertreter von Albrecht zu Sayn-Wittgenstein-Berleburg |
| Stand der Herren und Fürsten | Sayn-Wittgenstein-Wittgenstein        | Fürst Alexander zu Sayn-Wittgenstein-Hohenstein              | Wittgenstein                                              |
| Stand der Herren und Fürsten | Bentheim-Tecklenburg                  | Fürst Moritz Kasimir von Bentheim-Rheda                      | Hohenlimburg                                              |
| Stand der Herren und Fürsten | Bentheim-Steinfurt                    | Fürst Alexius zu Bentheim und Steinfurt                      | Burg Steinfurt                                            |
| Stand der Herren und Fürsten | Salm-Horstmar                         | Fürst Wilhelm Friedrich zu Salm-HorstmarFürst                | Coesfeld                                                  |
| Stand der Herren und Fürsten | Fürst zu Rheina-Wolbeck               | Baurat von Quast                                             |                                                           |
| Stand der Herren und Fürsten | Herzog von Croy                       | Alfred von Croÿ                                              | Dülmen                                                    |
| Stand der Herren und Fürsten | von und zum Stein                     | Graf Ludwig von Kielmannsegge                                |                                                           |
| Stand der Herren und Fürsten | Graf von Westfalen                    | Graf Clemens August von Westphalen zu Fürstenberg            |                                                           |
| Stand der Herren und Fürsten | Herrschaft Gemen                      | Graf Ignaz von Landsberg-Velen und Gemen                     |                                                           |
| Ritterschaft                 |                                       | Graf Diederich von der Bocholtz-Assenburg                    | Heinhäuserhof                                             |
| Ritterschaft                 |                                       | von Harthausen                                               | Vertreter von Bocholz-Assenburg                           |
| Ritterschaft                 |                                       | Graf Dietrich von Bocholtz-Alme                              | Alme                                                      |
| Ritterschaft                 |                                       | Florens von Bockum-Dolffs                                    | Landrat, Soest                                            |
| Ritterschaft                 |                                       | Freiherr Karl von Bodelschwingh                              | Regierungsvizepräsident, Münster                          |
| Ritterschaft                 |                                       | Georg von Borries                                            | Landrat, Herford                                          |
| Ritterschaft                 |                                       | Graf Clemens von Corff, gen. von Schmising                   | Tatenhausen                                               |
| Ritterschaft                 |                                       | Johann Matthias von Galen                                    | Erbkämmerer, Assen                                        |
| Ritterschaft                 |                                       | Heinrich Wilhelm von Holtzbrinck                             | Landrat, Odenthal                                         |
| Ritterschaft                 |                                       | Freiherr Engelbert von Landsberg-Velen und Steinfurt         | Drensteinfurth                                            |
| Ritterschaft                 |                                       | Freiherr Felix von Lilien                                    | Landrat, Echthausen                                       |
| Ritterschaft                 |                                       | Freiherr Clemens von Lilien-Borg                             | Werl                                                      |
| Ritterschaft                 |                                       | Graf Joseph Bruno von Mengersen                              | Rheder                                                    |
| Ritterschaft                 |                                       | Graf Ferdinand von Merveldt                                  | Kammerherr, Erbmarschall, Lembeck                         |
| Ritterschaft                 |                                       | Graf Karl von Merveldt                                       | Landrat, Beckum                                           |
| Ritterschaft                 |                                       | Klemens von Romberg                                          | Buldern                                                   |
| Ritterschaft                 |                                       | Freiherr Friedrich von Schorlemer                            | Königlich sächsischer Kammerherr, Heringhausen            |
| Ritterschaft                 |                                       | Freiherr Clemens Carl von Twickel                            | Erbschenk, Lüttinghoff                                    |
| Ritterschaft                 |                                       | Freiherr Friedrich von Vely-Jungkenn                         | Königlich bayerischer Kammerherr, Hüffe                   |
| Ritterschaft                 |                                       | Freiherr Georg von Vincke                                    | Landrat, Hagen                                            |
| Ritterschaft                 |                                       | Freiherr Klemens von Wolff-Metternich                        | Regierungsvizepräsident, Potsdam                          |
| Städte                       |                                       | Rudolf Barre                                                 | Kaufmann, Lübecke                                         |
| Städte                       |                                       | Ferdinand Hendrick Theodor Böltink                           |                                                           |
| Städte                       |                                       | Gustav Brassert                                              | Geheimer Bergrat und Magistratsmitglied, Dortmund         |
| Städte                       |                                       | Rudolf Delius                                                | Kaufmann, Bielefeld                                       |
| Städte                       |                                       | J. D. Epping                                                 | Kaufmann, Lippstadt                                       |
| Städte                       |                                       | Melchior Essewich                                            | Ratsherr, Dülmen                                          |
| Städte                       |                                       | F. W. Gries                                                  | Kaufmann, Neuenrade                                       |
| Städte                       |                                       | Heinrich Jacob Holzklau                                      | Lederfabrikant und Ratsherr, Siegen                       |
| Städte                       |                                       | Johann Heinrich Illgens                                      | Kaufmann, Beckum                                          |
| Städte                       |                                       | Bernardinus Krauthausen                                      | Apotheker, Coesfeld                                       |
| Städte                       |                                       | Carl Larenz                                                  | Ackerbürger und Ratsherr, Beverungen                      |
| Städte                       |                                       | Johann Heinrich von Olfers                                   | Bankier und Stadtrat                                      |
| Städte                       |                                       | Heinrich Oppermann (Gastwirt)                                | Gastwirt, Höxter                                          |
| Städte                       |                                       | Theodor Plange                                               | Justizkommissar und Notar, Attendorn                      |
| Städte                       |                                       | Philipp Heinrich Pölmahn                                     | Amtmann, Vlotho                                           |
| Städte                       |                                       | Johann Ernst Leopold von Pogrell                             | Kaufmann und Ratsherr, Minden                             |
| Städte                       |                                       | Ludwig Theodor Schmöle                                       | Kaufmann, Iserlohn                                        |
| Städte                       |                                       | Theodor Sternenberg                                          | Bürgermeister, Schwelm                                    |
| Städte                       |                                       | Welter                                                       | Oberlandesgerichtsrat, Münster                            |
| Städte                       |                                       | Johann Dietrich Hermann Wortmann                             | Oberlandesgerichtssekretär, Hamm                          |
| Landgemeinden                |                                       | Anton Bergenthal                                             | Land- und Gastwirt, Hilchenbach                           |
| Landgemeinden                |                                       | Wilhelm Berger                                               | Gutsbesitzer, Bommern                                     |
| Landgemeinden                |                                       | Franz Anton Bracht                                           | Landwirt, vormaliger Regierungsrat, Dillenburg            |
| Landgemeinden                |                                       | Peter Brünninghaus                                           | Gutsbesitzer und Fabrikant, Brünninghauses                |
| Landgemeinden                |                                       | Johann Georg Büning                                          | Landwirt, Besecke                                         |
| Landgemeinden                |                                       | August Deimel                                                | Ökonom und Hammerbesitzer, Warstein                       |
| Landgemeinden                |                                       | Franz-Joseph Derenthal                                       | Landwirt und Gemeindevorsteher, Körbecke                  |
| Landgemeinden                |                                       | Johann Friedrich Hustedt                                     | Ackersmann, Haltern                                       |
| Landgemeinden                |                                       | Arnold Henrich Kamp                                          | Landwirt, Colon und Gemeindevorsteher, Oesterwerde        |
| Landgemeinden                |                                       | Johann Hermann Krämer                                        | Landwirt, Hilchenbach                                     |
| Landgemeinden                |                                       | Benedikt Linnenbrink                                         | Landwirt, Beckum                                          |
| Landgemeinden                |                                       | Ludwig Conrad Meyer                                          | Ackersmann und Ortsvorsteher, Südhemmern                  |
| Landgemeinden                |                                       | Karl Friedrich Meyer                                         | Ackerwirt, Colon, Spradow                                 |
| Landgemeinden                |                                       | Heinrich Schmidt                                             | Landwirt, Sodingen                                        |
| Landgemeinden                |                                       | Caspar Schulte-Hobbeling                                     | Landwirt, Ascheberg                                       |
| Landgemeinden                |                                       | Franz Schulte-Höping                                         | Landwirt, Darfeld                                         |
| Landgemeinden                |                                       | Schulze                                                      | Gemeindevorsteher Elsen                                   |
| Landgemeinden                |                                       | Caspar Heinrich Theodor Schulze Neuhof, gen. Schulze-Dellwig | Amtmann und Gutsbesitzer, Dellwig                         |
| Landgemeinden                |                                       | Johann Rudolf Wulff                                          | Landwirt, Lotte                                           |
| Landgemeinden                |                                       | Heinrich Anton Maria von Zurmühlen                           | Amtmann, Hohenholte                                       |